# Thoé
Pour l'Océanide, voir Thoé (Océanide).
Dans la mythologie grecque, Thoé (en grec ancien : Θόη / Thóē) est une Néréide, fille de Nérée et de Doris, citée par Hésiode, Homère et Hygin  dans leurs listes de Néréides. Une des Océanides partage le même nom.

## Étymologie
En grec ancien, Thoé (Θόη / Thóē) vient de thoós (θοός) signifiant rapide, agile, pouvant aussi ici signifier la coureuse.

## Famille
Ses parents sont le dieu marin primitif Nérée, surnommé le vieillard de la mer, et l'océanide Doris. Elle est l'une de leur multiples filles, les Néréides, généralement au nombre de cinquante, et a un unique frère, Néritès. Pontos (le Flot) et Gaïa (la Terre) sont ses grands-parents paternels, Océan et Téthys ses grands-parents maternels.

## Mythologie
Thoé est mentionnée comme l'une des 32 Néréides qui se rassemblent sur la côte de Troie, remontant des profondeurs de la mer pour pleurer avec Thétis la mort future de son fils Achille dans l'Iliade d'Homère.

## Évocation moderne

### Biologie
Le genre de Crustacés des Thoe doit son nom à la Néréide et à l'Océanide Thoé, de même que le sous-genre de Cnidaires de Thoe.